# Haley Anderson
Haley Anderson (* 20. November 1991 in Santa Clara (Kalifornien)) ist eine US-amerikanische Freistilschwimmerin, spezialisiert auf die Freiwasserstrecken. Sie wurde 2013 Weltmeisterin über 5 km und verteidigte ihren Titel 2015.

## Erfolge
Bei den Schwimmweltmeisterschaften 2013 in Barcelona gewann sie in 56:34,2 min vor den beiden Brasilianerinnen Poliana Okimoto Cintra (56:34,4) und Ana Marcela Cunha (56:44,7).
Bei den Schwimmweltmeisterschaften 2015 auf der Kasanka in der Millionenstadt Kasan obsiegte sie in 58:48,4 min vor der Griechin Kalliopi Araouzou (58:49,8) und der Deutschen Finnia Wunram (58:51,0).
Bei den Olympischen Spielen in London ein Jahr zuvor gewann sie die Silbermedaille über 10 km in 1:57:38,6 Stunden hinter der Ungarin Éva Risztov (1:57:38,2) und vor der Italienerin Martina Grimaldi (1:57:41,8).
Bei der Sommer-Universiade 2011 im chinesischen Shenzhen hatte sie im Becken über 1500 m gesiegt und über 800 m die Silbermedaille gewonnen.
Ihre Schwester Alyssa Anderson nahm ebenfalls als Schwimmerin an Olympischen Spielen teil.